# Cyzicus gynecia
Cyzicus gynecia är en kräftdjursart som först beskrevs av Karl R. Mattox 1949.  Cyzicus gynecia ingår i släktet Cyzicus och familjen Cyzicidae. Inga underarter finns listade i Catalogue of Life.